# Albersloh
Albersloh (in basso tedesco Abschlau) è uno dei due quartieri della città di Sendenhorst nel distretto di Warendorf nella Renania Settentrionale-Vestfalia.
Albersloh è suddiviso nei distretti/comunità agricole di Dorf, Sunger, Rummler, Berl, West I, West II, Storp, Alst e Ahrenhorst.
Il nome Albersloh fu documentato per la prima volta in un documento episcopale nel 1171. Quell'anno Woldericus de Albrecteslo (Albersloh) fu testimone del trasferimento di una decima al Monastero di Cappenberg.

## Geografia
Albersloh si trova sul fiume Werse e confina con i comuni e i distretti di Münster-Angelmodde, Münster-Wolbeck, Alverskirchen (comune di Everswinkel), Sendenhorst, Drensteinfurt, Rinkerode (città di Drensteinfurt) e Hiltrup (città di Münster).
Albersloh è circondato da campi, prati e da una vasta area boschiva, l'Hohen Ward, un'area forestale ricoperta principalmente di conifere per via del suo terreno sabbioso. Oltre alle attività ricreative locali, l'area forestale viene utilizzata principalmente per la produzione di acqua potabile per la città di Münster. Insieme ad una rete di piste ciclabili ben sviluppata e ai numerosi sentieri di campi e fattorie, emerge l'immagine tipica del “paesaggio del parco del Münsterland".

## Storia
Nelle prime testimonianze scritte di insediamenti in quello che poi divenne il comune di Albersloh viene menzionato un Erulf ad Arnahurst (Ahrenhorst), che era obbligato a pagare le tasse al monastero di Werden (intorno all'880). La prima chiesa fu costruita nel XII secolo. Il nome Albersloh venne citato per la prima volta in un documento episcopale nel 1171. La costruzione dell'attuale chiesa a sala iniziò nel XIII secolo. Il villaggio fu saccheggiato sia durante la guerra ispano-olandese che durante la guerra dei trent'anni. Durante la Guerra dei sette anni l'esercito francese si accampò vicino ad Albersloh. Nel XIX secolo Albersloh passò successivamente sotto l'amministrazione prussiana, francese e poi nuovamente prussiana. Nel 1903 Albersloh fu collegata alla rete ferroviaria.
Nell'ambito della riorganizzazione municipale, il comune di Albersloh e Sendenhorst si fusero il 1 gennaio 1975 per formare la città di Sendenhorst, con Albersloh in possesso di vaste aree, tra cui molte aree forestali dell'Hohen Ward, che però dovettero essere cedute alla città di Münster. Se l'aeroporto progettato dovesse essere costruito, Drensteinfurt, Albersloh, Rinkerode e Sendenhorst verrebbero fusi per formare la città più grande di Drensteinfurt.
Le parrocchie cattoliche di San Ludgero (Albersloh) e San Martino (Sendenhorst) si sono fuse nel 2006.

## Traffico
A causa della posizione del comune tra le città di Münster e Hamm o Beckum, le strade sono molto trafficate. Dal 6 dicembre 2019 sono chiuse al passaggio di camion con un peso massimo consentito superiore a 3,5 tonnellate, a seguito, tra l'altro, di una petizione dei cittadini. Non viene fatta alcuna distinzione tra camion di aziende locali e non locali, a condizione che si possa evitare il transito sul posto. Il traffico di consegna per le attività commerciali al dettaglio locali è escluso da questo regolamento.

### Trasporto in autobus e treno
Nei trasporti locali a Münster, Albersloh è collegato a Sendenhorst e Beckum nonché al centro città da un autobus regionale e da una linea di autobus espresso.
La linea ferroviaria Münster–Warstein attraversa la città; attualmente è utilizzata per il trasporto merci. Nei prossimi anni verranno fatti i preparativi per riattivare il collegamento per i trasporti pubblici tra Sendenhorst e la stazione centrale di Münster.

### Aeroporto
Con il previsto aeroporto di Westfalia, all'inizio degli anni '70, Albersloh sarebbe stato integrato in un concetto di trasporto molto più ampio. Era previsto un grande aeroporto tra Albersloh, Sendenhorst e Drensteinfurt. Nella fase finale d'espansione, l'aeroporto avrebbe avuto cinque piste. I costi ammontavano a circa 1,1 miliardi di marchi. I piani furono interrotti nel 1973, e il motivo del fallimento furono le scarse rotte di volo delle forze armate britanniche, che a quel tempo occupavano ancora la Germania.

## Sport
Il paese dispone di un palazzetto dello sport singolo e di un moderno doppio, omologati per le partite di campionato, un impianto di calcio e tennis e una sala da tennis privata.
Il club sportivo DJK GW Albersloh offre calcio, tennis, ping pong, badminton, ciclismo, pallavolo, freccette, ginnastica e “sport non agonistici”.
Il Club di equitazione e guida di Albersloh offre sport equestri per adulti e bambini nel maneggio proprio del club nell'Hohe Ward. Sono disponibili due maneggi e due ampie aree di equitazione all'aperto. Il grande torneo equestre si svolge sempre nel terzo fine settimana di settembre.
La comunità femminile offre ginnastica femminile.
L'Albersloher Canoe Club è un club che pratica i giri il canottaggio sui fiumi del Münsterland e del Sauerland.

## Turismo

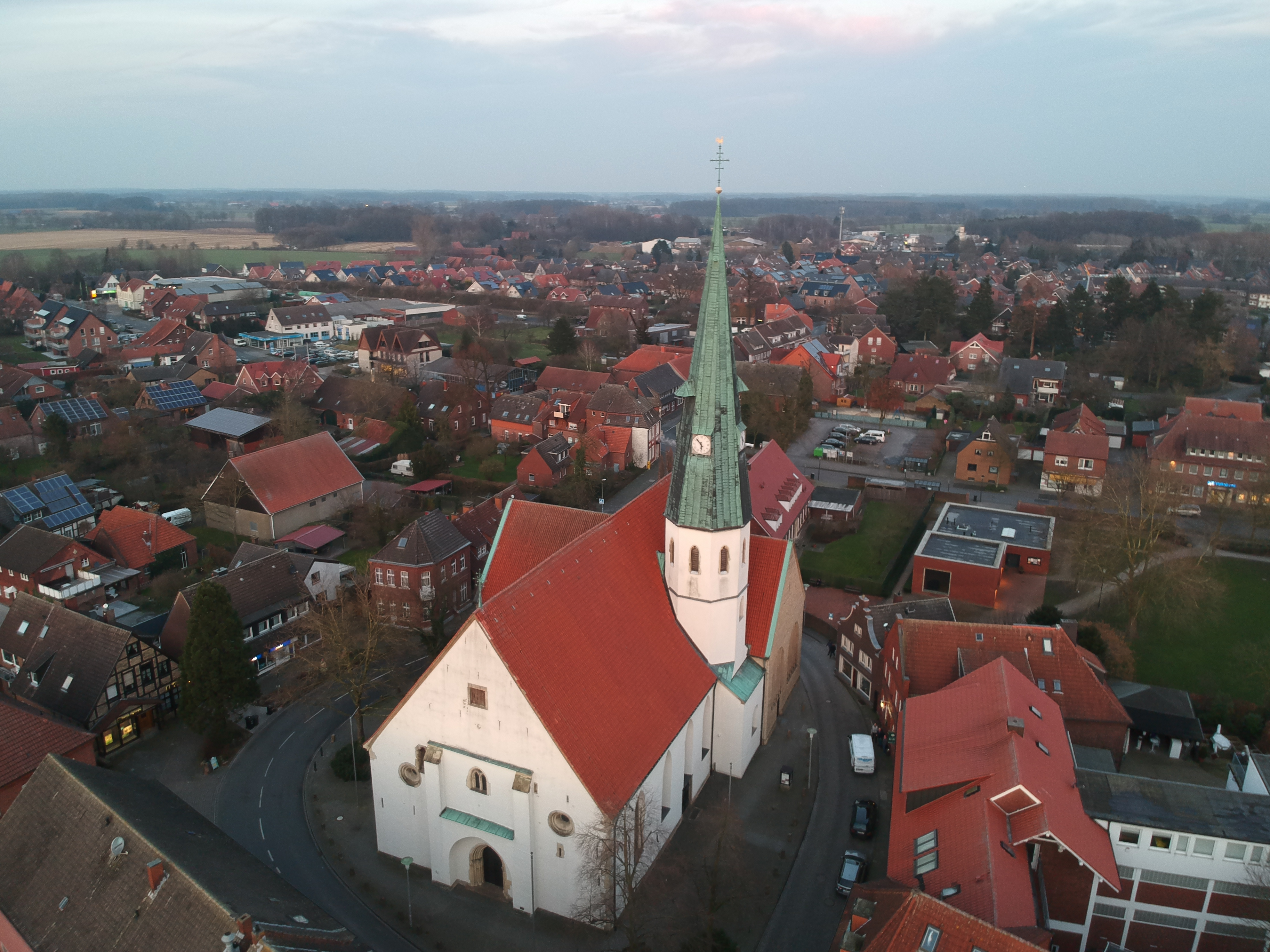
Veduta della chiesa di San Ludgero da sud-ovest.

La chiesa a sala di San Ludgero risale al XIII secolo. La Casa Sunger, residenza nobiliare del XV secolo, fu costruita dai signori di Kerckerinck zur Borg.
Il Gräftenhof Schulze-Dernebockholt è un complesso agricolo dell'XI secolo con fossati parzialmente conservati. Anche la portineria e la stalla delle pecore del XVI secolo sono state conservate come reliquie architettonicamente significative di una tradizione edilizia in legno che risale al tardo Medioevo. La portineria e la stalla delle pecore sono tra gli edifici rurali più antichi del Münsterland e sono sottoposti a tutela monumentale.